# Moanasaurus
Moanasaurus ("mořský ještěr") je vyhynulým rodem svrchnokřídového mořského plaza z čeledi Mosasauridae. Fosilní pozůstatky tohoto velkého dravce byly objeveny na Severním ostrově Nového Zélandu. Šlo o velmi mohutného zástupce podčeledi Mosasaurinae, který dosahoval délky až kolem 12 metrů (lebka kolem 78 cm). Původně byl znám jen z velmi skromných neartikulovaných pozůstatků lebky, obratlů, žeber a veslovitých končetin. Proto byly tyto pozůstatky nejprve nesprávně zařazeny (synonymní rody Rikisaurus a Mosasaurus). Jediným dnes uznávaným druhem je M. mangahouangae.